# Persona (2019)
Persona ist ein südkoreanischer Episodenfilm aus dem Jahr 2019 mit IU in der Hauptrolle. In vier Kurzfilmen der Regisseure Yim Pil-sung und Kim Jong-kwan sowie der Regisseurinnen Lee Kyoung-mi und Jeon Go-woon werden jeweils vier unterschiedliche Persönlichkeiten erkundet. Netflix sicherte sich die weltweiten Vertriebsrechte und wollte den Film ursprünglich ab dem 5. April 2019 zum Abruf bereitstellen. Aufgrund des Waldbrands in der Provinz Gangwon wurde die Veröffentlichung aber auf den 11. April verschoben.

## Handlung
Spiel, Satz und Sieg (러브세트 Love Set) von Lee Kyoung-mi
IU sieht ihrem Vater und seiner Freundin beim Tennis zu, als ein Freund von ihr kommt. IU möchte, dass er Doona verführt, damit sie nicht ihren Vater heiratet. Doona fordert IU heraus. Wenn sie gewinne, würde IU von ihren Vater loslassen und Doona würde ihren Vater heiraten. Doch wenn IU gewinne, verschwinde Doona und heirate stattdessen IUs Freund. Obwohl IU alles gibt, ist sie im Match unterlegen. Am Ende sagt sie, sie könne das nicht akzeptieren. Doona sagt schließlich, sie würde ihren Vater nicht heiraten.
Sammlerin (썩지 않게 아주 오래 Sseokji Anke Aju Orae) von Yim Pil-sung
Jeong-u trifft nach einer Weile seine Freundin Eun wieder, die plötzlich verreist war. Für sie hat er seine vorherige Freundin verlassen. Sie erzählt, dass sie mit Freunden viel Zeit beim Surfen verbracht hat. Außerdem gibt sie ihm ein Geschenk, dass er erst öffnen soll, wenn sie geht. Jeong-u wirkt verletzt, da er nicht verstehen kann, warum sie ihm denn nichts davon sagte. Außerdem schaut sie ständig aufs Handy, wenn er mit ihr redet. Während ihrer Unterhaltung geht sie plötzlich nach draußen und küsst einen anderen Mann. Jeong-u stellt sie zur Rede und fragt sie, ob sie ihn wirklich als ihren Freund ansieht. Sie antwortet, dass man das schon sagen könne. Aber sie sei ihm zu nichts verpflichtet und könne machen, was sie wolle. Zudem habe sie ihm zugehört, obwohl sie alle Geschichten schon gekannt habe. Sie suche einen Mann, der für sie sein Herz raus reißen würde. Jeong-u tut dies sogleich. Eun packt das Herz in einen Behälter und geht. Weitere Herzen sind in ihrer Tasche zu sehen. Jeong-u öffnet das Geschenk und sieht darin eine kleine Version von ihm selbst, die sich schlafen legt.
Ist Küssen ein Verbrechen? (키스가 죄 Kiseu-ga joe) von Jeon Go-woon
Han-na besucht ihre Freundin Hye-bok. Doch ihr Vater sagt ihr, sie sei bei ihrem Onkel. Doch Han-na glaubt ihm nicht, wartet, bis ihr Vater das Haus verlässt, und kann Hye-bok finden. Sie erzählt ihm, sie habe gestern Abend am Strand einen Fremden geküsst, was Knutschflecken hinterließ. Darauf habe ihr Vater ihr Haar kurz geschnitten, als er die Knutschflecken sah. Han-na schlägt einen Racheplan an Hye-boks Vater vor. Sie bereiten einige Fallen im Haus vor, wie etwa Seife auf dem Badezimmerboden zu verwischen. Doch Hye-boks Vater kann unbewusst die gestellten Fallen umgehen und stürzt nicht. Auch der nächste Versuch bleibt erfolglos. Am Abend gehen sie enttäuscht vors Haus, um zu rauchen. Für Hye-bok ist es das erste Mal. Als plötzlich ein Auto kommt, versteckt sich Han-na während Hye-bok ihre Zigarette weg wirft. Der Autofahrer hat sich nur verfahren. Als er weg ist, bemerken die beiden Mädchen, dass die Zigarette im Hühnerstall einen kleinen Brand verursacht hat. Mit Erde können sie das Feuer löschen. Darauf beschließen die beiden Mädchen, gemeinsam an den Strand zu gehen. Während die Kamera heraus schwenkt, sind Han-na und Hye-bok auf dem Weg zum Strand mit einem Fahrrad zu sehen, während das Haus brennt und langsam auch auf den Wald übergeht.
Abendlicher Spaziergang (밤을 걷다 Bameul Geotda) von Kim Jong-kwan
Ein Mann und eine Frau gehen eines Abends gemeinsam spazieren. Sie spricht vom Tod ihrer Schwester. Als er sie fragt, warum sie so etwas gruseliges erzähle, antwortet sie, dass sie auch gestorben sei und fragt, ob er es vergessen habe. Dadurch erinnert er sich wieder. Das Paar wurde durch ihren Tod getrennt, doch sie wollte ihn sehen und besucht ihn deshalb in seinem Traum. Sie schwelgen in Erinnerungen. Als er sie fragt, warum sie gestorben sei, sagt sie, sie habe sich einsam gefühlt. Es gab Menschen, die sie gut kannten, so wie er. Doch die Menschen, die sie anders kannten als sie war, gaben ihr ein Gefühl der Einsamkeit. Zum Schluss umarmen sich beide.

## Produktion

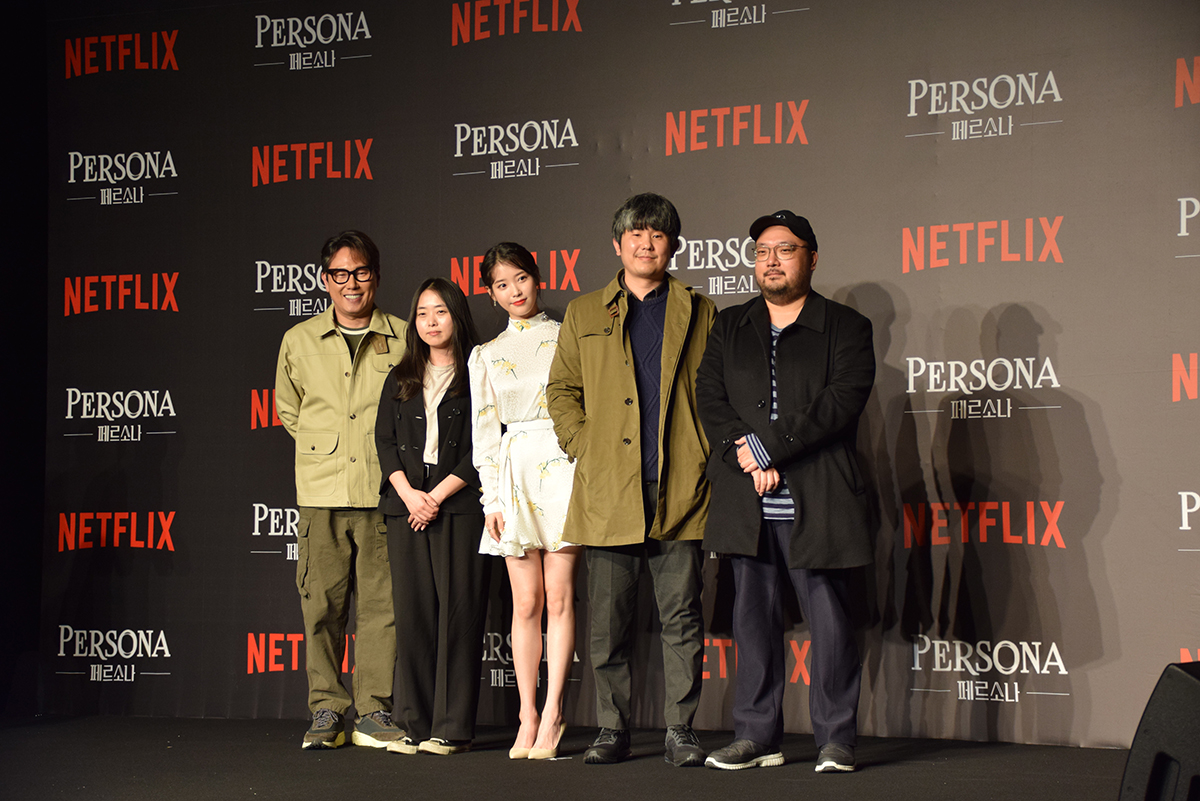
Pressekonferenz am 27. März 2019 in Seoul. Von links nach rechts: Produzent Yoon Jongshin, Regisseurin Jeon Go-woon, Hauptdarstellerin IU, Regisseur Kim Jong-kwan und Regisseur Yim Pil-sung.

Persona ist das erste Filmprojekt von Mystic Entertainment, einer südkoreanischen Agentur für Musiker und Schauspieler. Die Planung übernahm der Gründer Yoon Jongshin.
Im August 2019 wurde bekanntgegeben, dass eine Fortführung geplant ist.